# Barbados-Ralle
Die Barbados-Ralle ist eine ausgestorbene Rallenart, die auf Barbados endemisch war. Pierce Brodkorb beschrieb sie 1965 ursprünglich als Fulica podagrica. Storrs Lovejoy Olson meldete jedoch 1974 Zweifel an dieser Klassifizierung an. Die Oberarmknochen weisen zwar Ähnlichkeiten mit denen des Indianerblässhuhns (Fulica americana) auf., die meisten gefundenen Oberschenkelknochen-, Tibiotarsus- und Tarsometatarsus-Fragmente stammten jedoch von einer größeren, bisher unbestimmten Rallenart, die nicht näher mit den Blässhühnern (Fulica) verwandt war. Olson geht daher davon aus, dass es sich bei Brodkorbs Material um die Knochen von verschiedenen Rallenvögeln handelt, die in den Ablagerungen miteinander vermischt wurden. Das gefundene Knochenmaterial stammt aus den jungpleistozänen Ablagerungen im Saint Philip Parish und im Ragged Point auf Barbados.

## Etymologie
Brodkorbs ursprüngliches Artepitheton leitet sich vom griechischen Wort „podagrikos“ (deutsch: von der Gicht betroffen) ab. Dies ist eine Anspielung auf die Größe der Beinknochenfragmente.